# Portada/efemèride febrer 6
Natalie Cole
« 5 de febrer · 6 de febrer · 7 de febrer »